# 북미 축구 선수권 대회
북미 축구 선수권 대회는 북아메리카 지역의 축구 선수권 대회로 현재의 CONCACAF 골드컵의 전신에 해당하며 NAFC 챔피언십(NAFC Championship)이라는 이름으로 1947년부터 1949년까지 개최되었고 특히 1949년에는 1950년 FIFA 월드컵 북중미카리브 지역 예선을 겸하여 열렸으며 이후 북아메리카 축구 연맹에서 1990년부터 1991년까지 2번의 대회를 개최했다.

## 역대 대회
| 회차 | 연도 | 개최국 | 우승   | 준우승 | 3위    |
| ---- | ---- | ------ | ------ | ------ | ------ |
| 1회  | 1947 | 쿠바   | 멕시코 | 쿠바   | 미국   |
| 2회  | 1949 | 멕시코 | 멕시코 | 미국   | 쿠바   |
| 3회  | 1990 | 캐나다 | 캐나다 | 멕시코 | 미국   |
| 4회  | 1991 | 미국   | 멕시코 | 미국   | 캐나다 |

## 같이 보기
- CONCACAF 선수권 대회
- 중미·카리브 축구 선수권 대회